# Macmillan's Magazine
Macmillan's Magazine foi uma revista científica Reino Unido, publicada entre 1859 e 1907, pela Macmillan Publishers. É considerada uma das revistas científicas mais influentes do século XIX. Durante a década de 1880, críticos indicam que o padrão de qualidade dos artigos da revista caiu, padrão que nunca mais recuperou-se até a revista ter parado de ser publicada.